# Petre Mihai Bănărescu
Petre Mihai Bănărescu (né le 15 septembre 1921 à Craiova, Județ de Dolj — mort le 12 mai 2009 à Bucarest) est un ichtyologue roumain membre de l'Académie roumaine.
Bănărescu a publié environ 300 articles scientifiques. Il a été élu membre honoraire de la Société américaine des ichtyologistes et des herpétologistes (1975) et de la Société européenne des ichtyologistes (1988).